# National Invitation Tournament 1992
Il National Invitation Tournament 1992 è stata la 55ª edizione del torneo. La final four è stata giocata al Madison Square Garden di New York. Ha vinto il titolo la University of Virginia, allenata da Jeff Jones. Miglior giocatore del torneo è stato eletto Bryant Stith.
| Campione NIT 1992            |
| ---------------------------- |
| Virginia Cavaliers 2º titolo |

## Squadra vincitrice
|  | Naz.                   | Ruolo | Sportivo        |  | Alt. |  |  |
|  | ---------------------- | ----- | --------------- |  | ---- |  |  |
|  | Stati Uniti (bandiera) | C     | Chris Alexander |  | 206  |  |  |
|  | Stati Uniti (bandiera) | G     | Cory Alexander  |  | 185  |  |  |
|  | Stati Uniti (bandiera) | A     | Yuri Barnes     |  | 203  |  |  |
|  | Stati Uniti (bandiera) | A     | Junior Burrough |  | 203  |  |  |
|  | Stati Uniti (bandiera) | G     | Bobby Graves    |  | 193  |  |  |
|  | Stati Uniti (bandiera) | G     | Chris Havlicek  |  | 196  |  |  |
|  | Stati Uniti (bandiera) | C     | Ted Jeffries    |  | 206  |  |  |
|  | Stati Uniti (bandiera) | G     | Derrick Johnson |  | 185  |  |  |
|  | Stati Uniti (bandiera) | G     | Anthony Oliver  |  | 193  |  |  |
|  | Stati Uniti (bandiera) | G     | Cornel Parker   |  | 201  |  |  |
|  | Stati Uniti (bandiera) | G     | Doug Smith      |  | 185  |  |  |
|  | Stati Uniti (bandiera) | A     | Corey Stewart   |  | 201  |  |  |
|  | Stati Uniti (bandiera) | G     | Bryant Stith    |  | 196  |  |  |
|  | Stati Uniti (bandiera) | A     | Jason Williford |  | 198  |  |  |
|  | Stati Uniti (bandiera) | C     | Shawn Wilson    |  | 211  |  |  |

- Allenatore: Jeff Jones